# シラカシ
シラカシ（白樫・白橿、学名: Quercus myrsinifolia）は、ブナ科コナラ属の常緑高木、いわゆるカシ類の一種である。

## 形態
常緑広葉樹の高木で、樹高は20メートル (m) ほどに生長する。樹皮は緑色を帯びた黒色や暗灰色、表面は割れ目がなくなめらかであるが、皮目は縦に並び、次第に荒れてざらつくようになる。若枝は暗緑色。
葉は互生し、4 - 13センチメートル (cm) の長楕円形から狭長楕円形で、葉身は革質で厚い。上半部の縁には鋸歯があり、表面は濃い緑色でつやがあり、裏面は白っぽい薄い緑。ウラジロガシのように白いわけではない。芽吹きはじめの葉は赤味を帯びている。
花期は4 - 5月。雌雄同株。雄花は6 - 9 cmの尾状花序で黄褐色、雌花は数花を上向きにつける。果実は堅果（いわゆるどんぐり）で、下部は殻斗に包まれ、その年の10月 - 11月頃に熟す。
冬芽は長卵形で細い毛があり、葉の付け根につき、頂芽は頂側芽を伴ってつく。芽鱗は多数あり、芽鱗の先端は暗褐色に色づいている。葉痕は半円形や楕円形で、維管束痕は3 - 5個つくか不明瞭である。また杔葉痕がある。

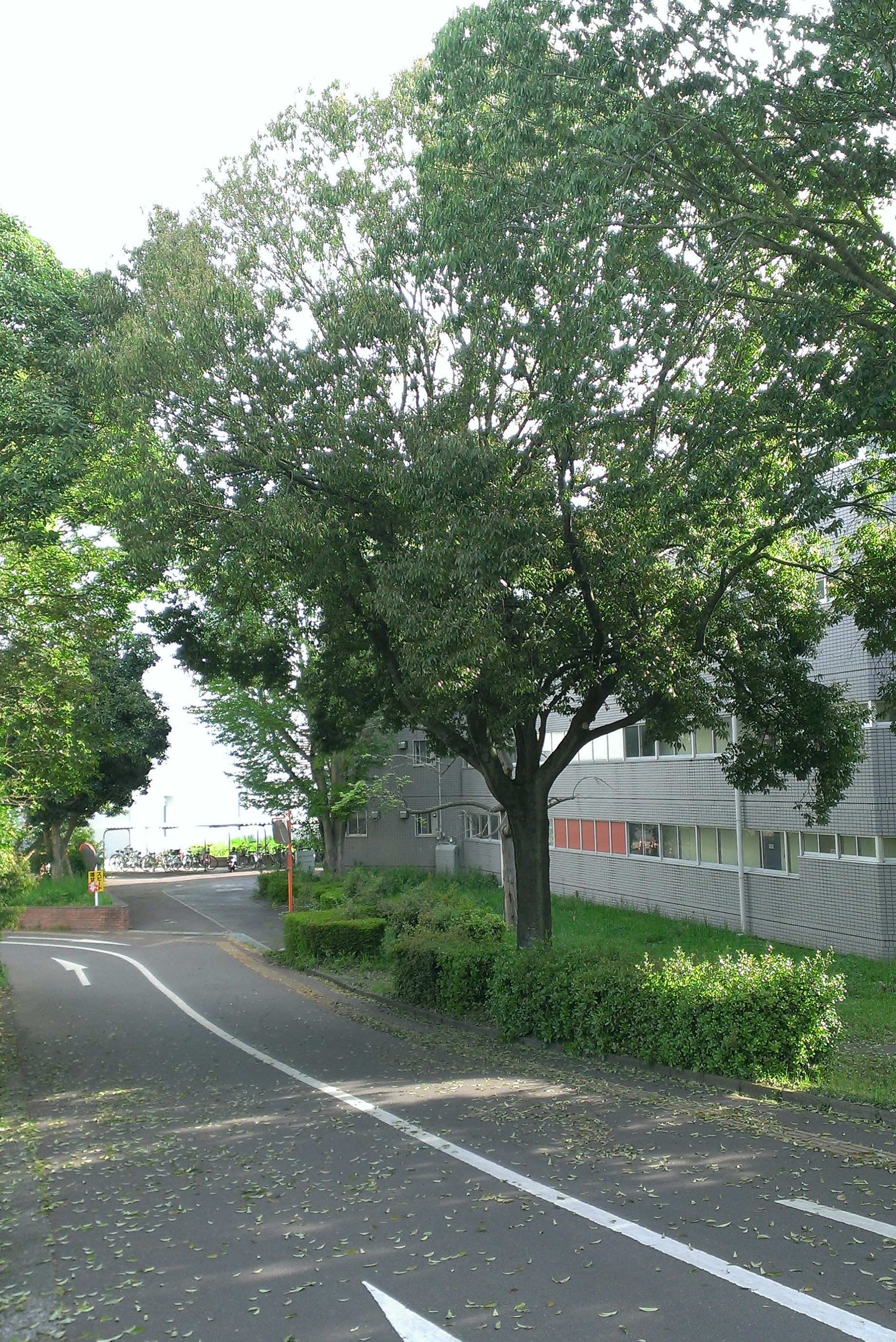
シラカシは常緑樹だが, 一部の葉を春に落葉する。2016/04/20筑波大学構内
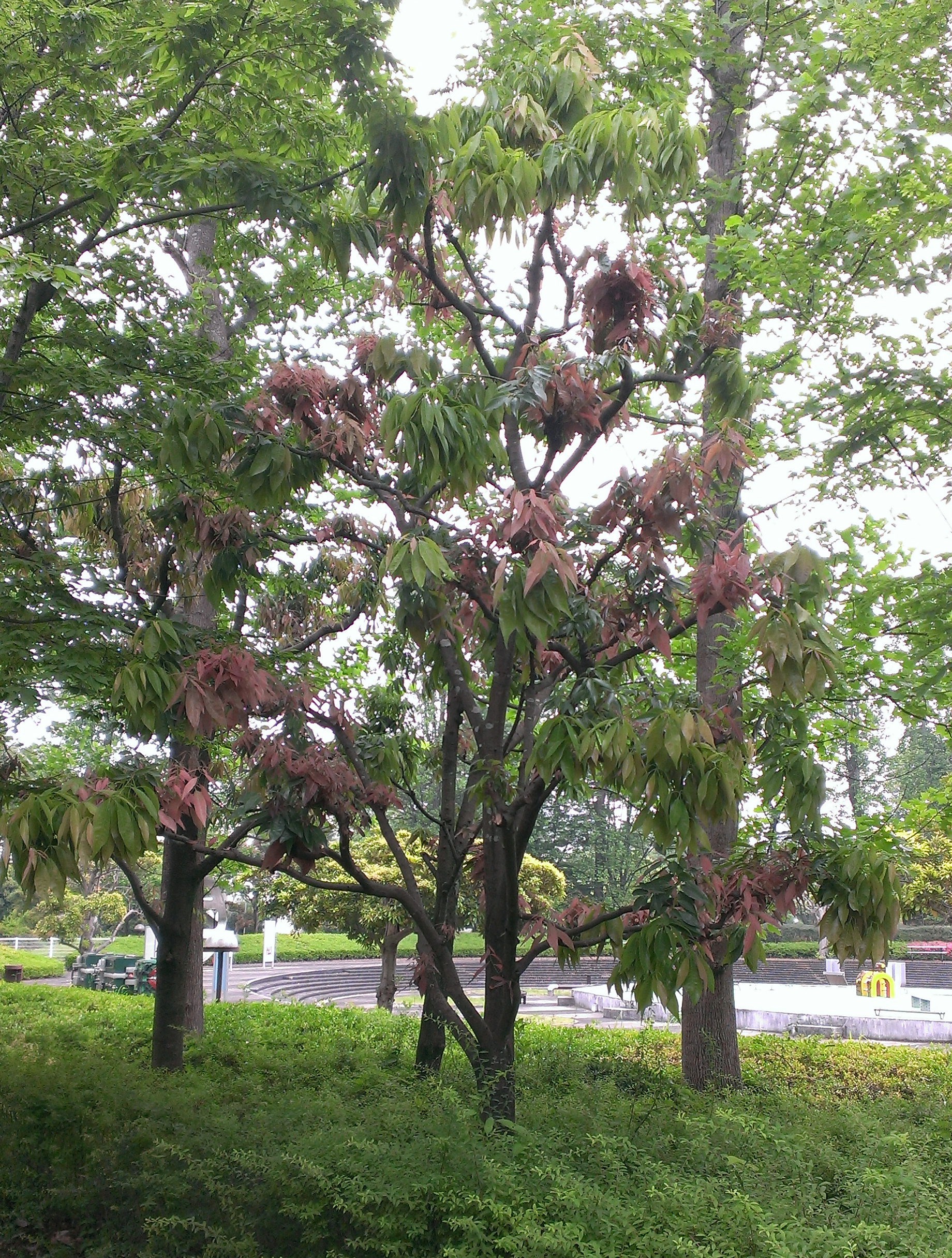
シラカシは晩春に新葉を出す。2016/05/28つくば市
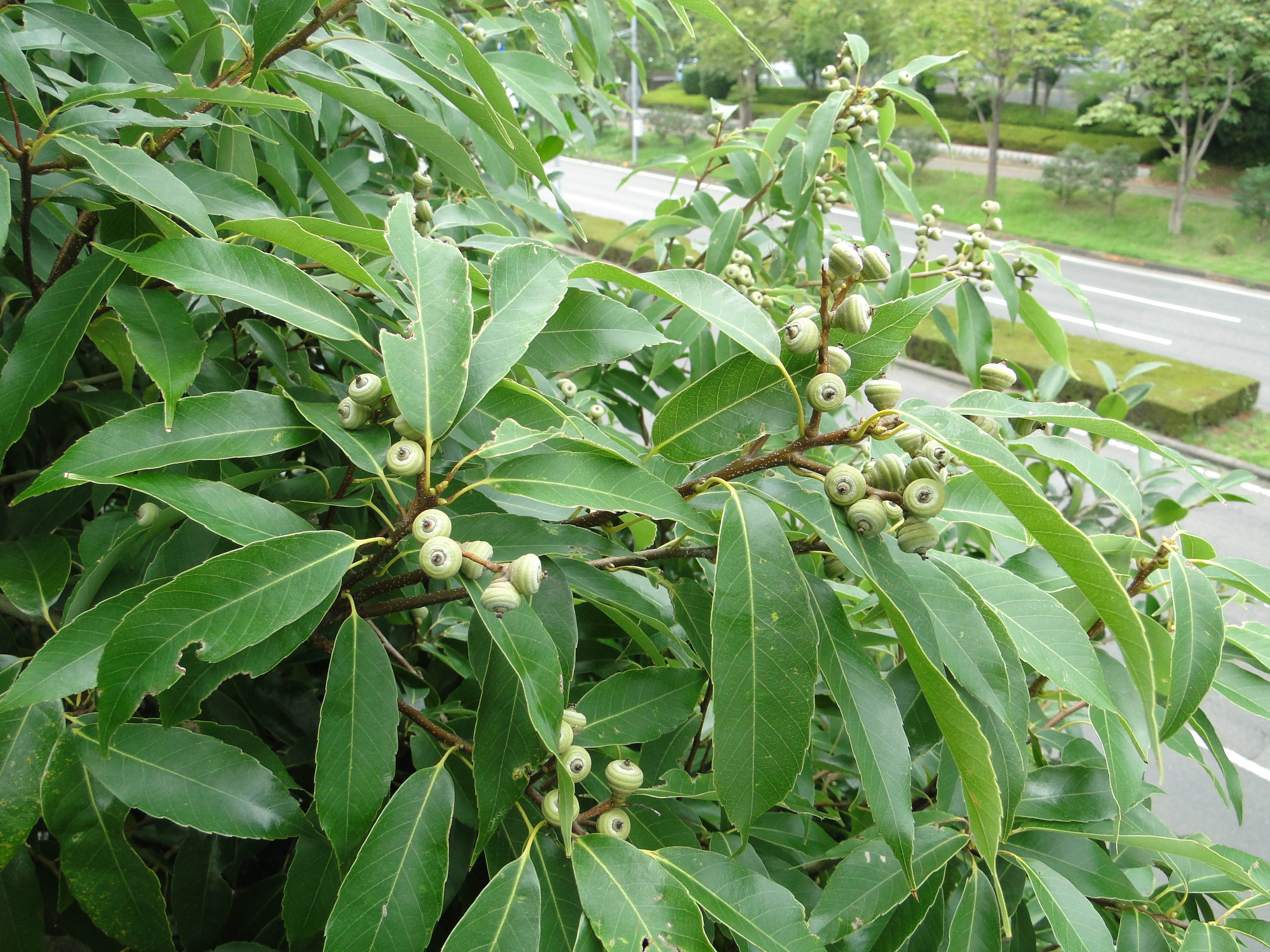
シラカシの実（まだ小さい頃）。2016/08/18つくば市
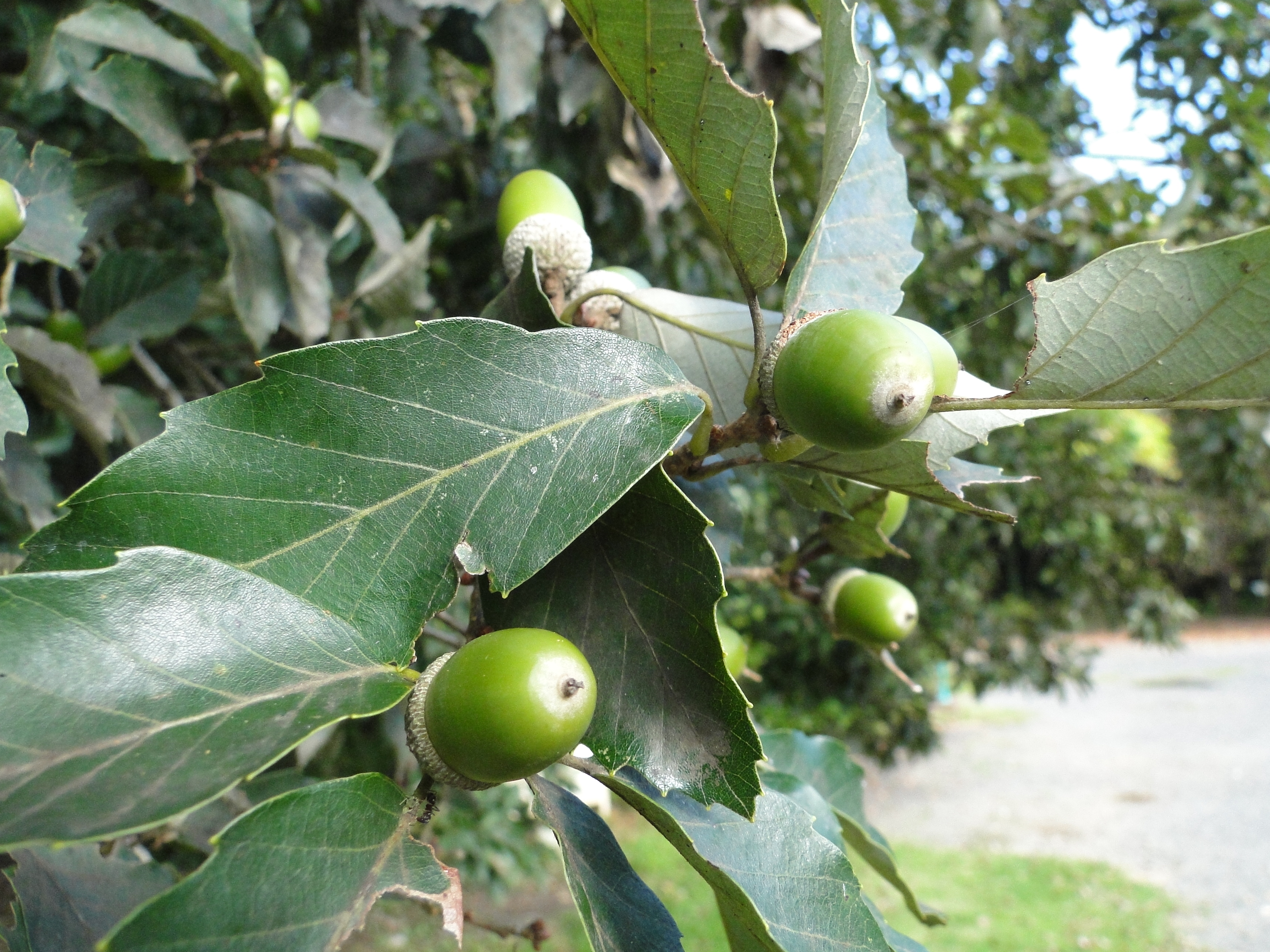
シラカシの実。2016/09/04つくば市

## 生態
他のブナ科樹木と同じく、菌類と樹木の根が共生して菌根を形成している。樹木にとっては菌根を形成することによって菌類が作り出す有機酸や抗生物質による栄養分の吸収促進や病原微生物の駆除等の利点があり、菌類にとっては樹木の光合成で合成された産物の一部を分けてもらうことができるという相利共生の関係があると考えられている。菌類の子実体は人間がキノコとして認識できる大きさに育つものが多く、中には食用にできるものもある。土壌中には菌根から菌糸を通して、同種他個体や他種植物に繋がる広大なネットワークが存在すると考えられている。アカマツ苗木に感染した菌根では全部の部分の成長を促進するのではなく、地下部の成長は促進するが地上部の成長はむしろ抑制するという報告がある。外生菌根性の樹種にスギやニセアカシアの混生や窒素過多の富栄養状態になると菌根に影響を与えるという報告がある。
花は地味なものであり、花粉は風媒（英: anemophily）される。風媒花はシダ植物の胞子散布の様で原始的な花だと思われることもあるが、ブナ科やイネ科は進化の末にこの形質を獲得したとみられている。
種子は重力散布型であるが、動物の影響も大きい。カシのドングリは渋くて食べにくく、実際に有毒である。ツキノワグマやイノシシは唾液中にタンニンを中和する成分を持ち、しかもタンニンが多い種類のドングリを食べる時期だけ中和成分を増加させることが報告されている。一般にブナ科樹木の発芽にはネズミが地中にドングリを埋めるという貯食行動によるものが大きいと見られている。ネズミがドングリをその場で食べるか、貯食するかは周囲の環境の差も大きい。ネズミもタンニンに耐性を持つが、常に耐性を持っているのではなく時期になると徐々に体を馴化させて対応しており、馴化していない状態で食べさせると死亡率が高いという。イノシシが家畜化されたブタは例外として、その他のウシやウマなどではドングリ中毒（英:acorn poisoning）というのも知られている。
新規侵入地へのカシの定着にはネズミが運ぶには長距離の分布地域もあり、カケス（Garrulus glandarius、カラス科）の貯食行動が関与しているのが疑われる地域もある。
菌根の種類、花粉の媒介、種子の散布様式という3つの事象は独立して進化してきたように見えるが、連携して進化してきたのではないかという説が近年提唱されている。外生菌根、風媒花、重力散布（および風散布）はいずれも同種が密集する状況ほど有利になりやすい形質であると考えられている。
ドングリは昆虫の餌にもなっており、種子の死亡率としては動物以外にこちらも大きい。北海道における観察例ではクリシギゾウムシなどのシギゾウムシ類と、ハマキガ類が殆どである。この年の虫害率は全種子の8割、虫害による死亡率は同7割であった。虫害を受けても完全に死ぬわけでなく一部は生存し発芽もするが、実生はやや小さいという。野外ではたいていのドングリは虫害を受けているため、これに対するネズミの反応も調べられている。ヒメネズミでの実験では完食する場合は健全堅果の方を好むが、虫害果も食べないわけではない。巣へ運ぶ個数などは雌雄差が見られた。
ドングリは秋に地上に落ちるとすぐに根を伸ばし、春先には本葉を展開させる。形態節のように地下性の発芽様式をとり、子葉は地中のドングリ内に残る。ネズミは地下に残る子葉目当てに、掘り起こして捕食することがあり、初夏までの死因はこれが多いという。時期、および過度な掘り起しが起きなければ子葉の捕食自体は致命的でない場合もあると見られ、大きい種子を付けることで実生から遠ざけ子葉に誘引する生存戦略なのではという説もある。前述のように虫害でも種子内部が完全には捕食されずに生き残る例が知られている。
種子は落下後すぐに根を伸ばす性質から埋土種子や土壌シードバンクは形成しないと見られている。戦略としては耐陰性の高い実生を地上に大量に用意し、ギャップの形成を待つ陰樹に多いタイプである。耐乾性はあり尾根筋にも定着できるが、条件の良い谷筋で優勢な群落を作ることが多い。これは重力散布になるドングリの影響もある。
アラカシと違い石灰岩質の土壌を嫌う。
常緑ブナ科の葉はムラサキシジミ族（Tribe Arhopalini）のシジミチョウの食草である。日本産のこの仲間であるムラサキシジミ（Narathura japonica）、ルーミスシジミ（Panchala ganesa）、ムラサキツバメ（ Narathura bazalus）がいるが、いずれも食草が異なる。シラカシに付くのはムラサキシジミであり、この種は植生が広く他のカシ類も食べる。また、幼虫は体から蜜を分泌しアリと共生するというシジミチョウによく見られる生態をもつ。ムラサキシジミは近年分布を拡大しているが、天敵である寄生蜂よりも早く拡大しており、先端地域では全く寄生されない現象がみられるという。

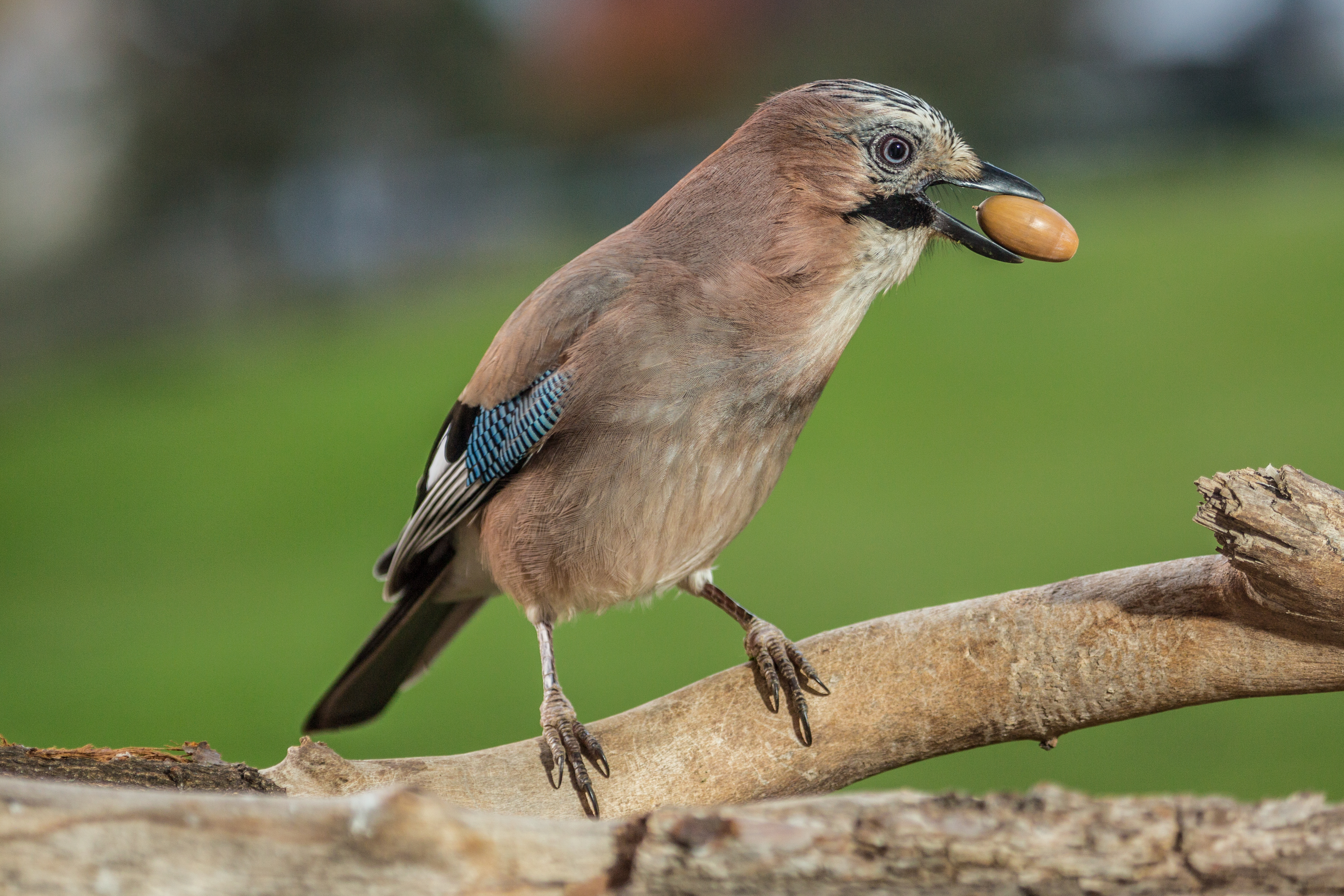
カケスはドングリを好んで食べる
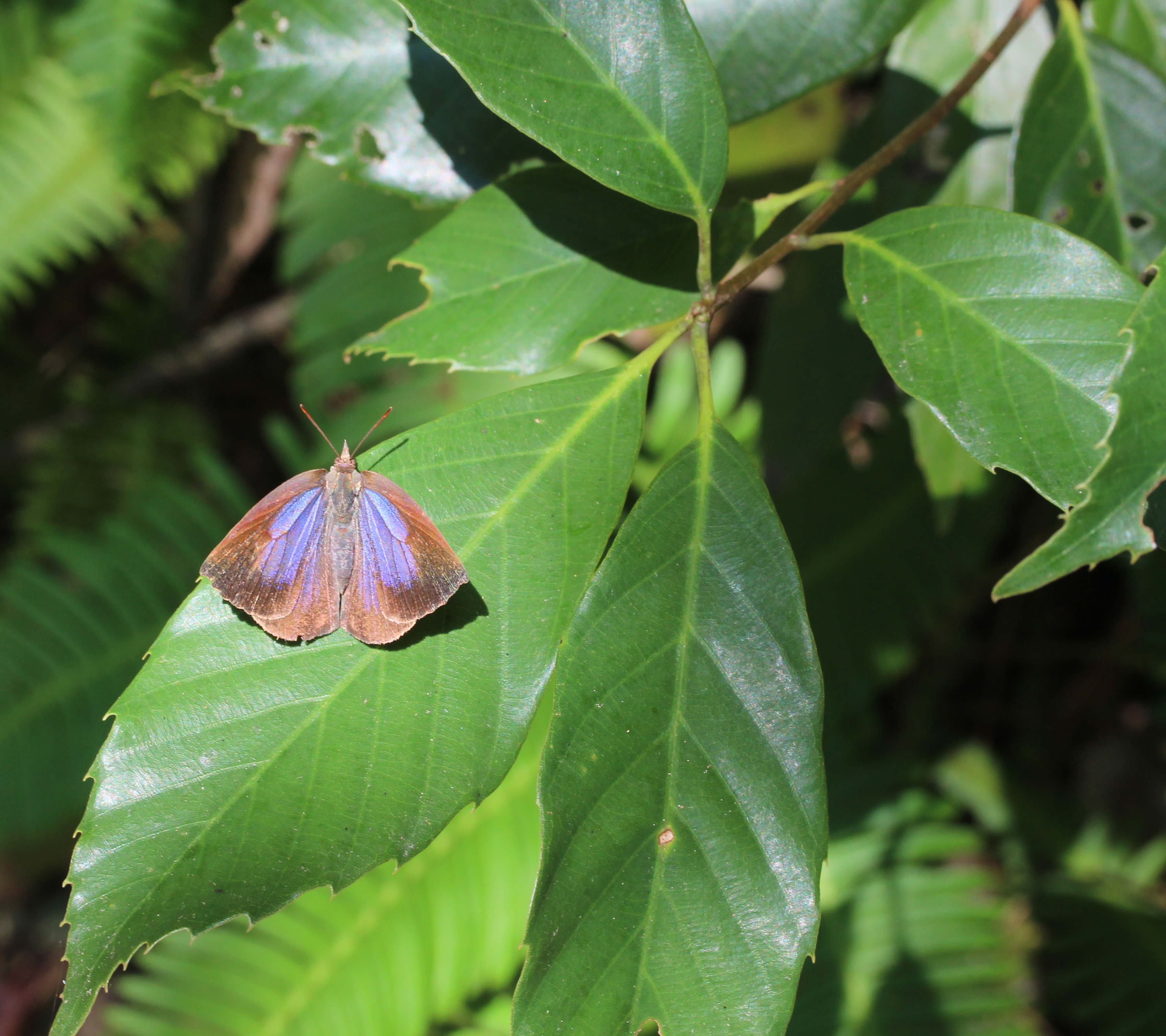
アラカシの葉に止まるムラサキシジミ

### ナラ枯れ
ナラ枯れ（ブナ科樹木萎凋病、英：Japanese oak wilt）は、本種をはじめ全国的にブナ科樹木の枯損被害をもたらしている病気である。原因は菌類（きのこ、カビ）による感染症であることが、1998年に日本人研究者らによって発表され、カシノナガキクイムシという昆虫によって媒介されていることが判明した。ミズナラやコナラはこの病気に対して特に感受性が強く、枯損被害が全国的に発生しており大きな問題になっている。
マツ材線虫病およびナラ枯れの蔓延により、関東地方以西ではアカマツ・コナラ林からシイ・カシ林へと植生遷移が急速に進んでいる地域がある。これには増加するニホンジカの捕食圧の影響も言われており、シカが嫌う植物と母数の多い植物が優勢になっていくのではないかと推測されている。

## 分布
日本の福島県・新潟県以西の本州・四国・九州、朝鮮半島南部（済州島）、中国に分布する。山地に自生するが、主に関東地方の照葉樹林帯に多い。照葉樹林の構成種ではあるが、この森林帯の北限付近で多く見られる。本州南岸以南では数が少ない。

## 人間との関係

### 木材
カシの名前は「堅し木」に由来するという説があるほど、本種も硬く重い木材である。気乾比重は平均0.9程度だが、成長の良い良材ほど硬く重くなる。道管の配置による分類は放射孔材と呼ばれるもので、年輪は目立たない。また、辺材と心材の区別は不明瞭である。柾目にはトラのような模様（いわゆる杢）が現れ、これが美しいと評価されることが多い。杢は「虎斑」、「虎斑杢」、また見る角度によっては光の反射具合が異なり銀色に見えることから「銀杢」とも呼ばれる。また、板目面にはカシメ（樫目）と呼ばれるゴマ上の模様が見られる。これは放射組織が目立つためである。乾燥は難しく反りやすい 。
萌芽能力が高く、定期的に何度も収穫可能であることから、燃料用としては非常に優れている。また、人里近くに生えること、硬く重い木材で火持ちが良いということも、薪や木炭として非常に優秀である。焼き方によって黒炭、白炭のどちらにも加工できる。宮崎県北部にはウバメガシではなく、アラカシを用いた白炭（備長炭）がある。2021年3月付で「美郷町備長炭製炭技術保存会の備長炭製炭」として宮崎県指定の無形民俗文化財となっている。
材質は日本産樫類では特に良いとされ、器具、木刀の材料になる。

### 庭木
1年を通して緑が楽しめ、防風林、生垣、公園樹、街路樹、庭木などの植栽によく使われる。カシ類はいずれも各地で屋敷林の樹種として利用され、移植にも強く、強靱で刈り込みにも耐え、生長が早くて使いやすいという特徴がある。常緑広葉樹の中でも高さに比べて幹は細く、狭い空間で使用した場合圧迫感を与えない。

### 食用・薬用
葉は、ウラジロガシと同様の結石溶解作用があるとして、民間薬として服用される。

## 分類学上の位置づけ
コナラ属内の分類は従来形態的特徴に基づき、殻斗の模様が鱗状のものをコナラ亜属（Subgen. Quercus）、環状のものをアカガシ亜属（Subgen. Cyclobalanopsis）と分けられてきたが、遺伝子的な系統に基づく他の分類が幾つか提唱されている。総説にDenk et al.（2017）がある。

## 名前
和名の由来は、葉の裏側が白っぽいからという説と、材が白色であるという説から名付けられている。別名、カシ、ホソバカシともよばれ、樹皮の黒さからクロカシの名もある。中国名は、小葉青岡。

## 天然記念物
都道府県指定
- 広島県：井永のシラカシ - 広島県府中市上下町井 永井永八幡神社境内
- 兵庫県：男坂神社のシラカシ林 - 兵庫県養父市大屋町宮垣　男坂神社境内
- 兵庫県：上森神社のシラカシ大木 - 兵庫県養父市大屋町蔵垣 麓の神社境内（2011年1月倒木）
- 鳥取県：熊野神社の社叢 - 鳥取県西伯郡南部町 金華山 熊野神社境内
- 広島県：熊野神社のシラカシ - 広島県三次市畠敷町628 熊野神社境内
- 神奈川県：東高根のシラカシ林 - 神奈川県川崎市宮前区神木本町2 東高根森林公園内
- 広島県：仁賀のシラカシ群 - 広島県三次市三良坂町仁賀
- 愛媛県：三嶋神社のシラカシ - 愛媛県大洲市河辺町三嶋2460 三嶋神社境内
- 長野県：南羽場のシラカシ - 長野県上伊那郡飯島町本郷279
- 神奈川県：大和のシラカシ林 - 神奈川県大和市上草柳1728 泉の森内
- 栃木県：龍興寺のシラカシ - 栃木県下野市薬師寺1416 龍興寺境内
- 広島県：領家八幡神社の社叢 - 広島県庄原市総領町下領家 領家八幡神社境内

市町村指定
- つるぎ町：天日神社のシラカシ - 徳島県美馬郡つるぎ町一宇字久藪 天日神社境内
- 大鹿村：鹿塩西の樫の木 - 長野県下伊那郡大鹿村鹿塩西
- 山梨市：上神内川のシラカシ - 山梨県山梨市上神内川
- たつの市：河内神社のシラカシ林 - 兵庫県たつの市新宮町宮内16 河内神社境内
- 座間市：栗原神社のシラカシ - 神奈川県座間市栗原中央4-4-10 栗原神社境内
- 庄原市：慶雲寺のシラカシ林 - 広島県庄原市比和町三河内 慶雲寺境内
- 邑楽町：五位堂のシラカシ - 群馬県邑楽郡邑楽町篠塚615
- 萩市：弘法堂のシラカシ - 山口県萩市川上野戸呂
- 甲府市：塩沢寺のシラカシ林 - 山梨県甲府市湯村3-17-2 塩沢寺境内
- 桐生市：白髭神社のシラカシ - 群馬県桐生市織姫町1-1 白髭神社境内
- さいたま市：瀬ヶ崎のシラカシ - 埼玉県さいたま市浦和区瀬ヶ崎3丁目
- 久万高原町：大元神社のシラカシ - 愛媛県上浮穴郡久万高原町露峰 大元八幡神社境内
- 北杜市：東漸寺のシラカシ - 山梨県北杜市須玉町若神子 東漸寺境内
- 鏡野町：古川のシラカシ - 岡山県苫田郡鏡野町古川1317 古川神社境内
- さいたま市：満福寺のシラカシ - 埼玉県さいたま市北区日進町2-1003 満福寺境内